# 国権路駅
国権路駅（こっけんろ-えき）は上海市楊浦区に位置する上海軌道交通10号線、18号線の駅である。10号線の駅番号はL10/23、ステーションカラーは   翠緑色が設定されている。

## 歴史
- 2010年4月10日 - 開業。
- 2021年12月30日 - 18号線開業[1][2]。

## 駅構造
各島式ホーム1面2線の地下駅。保安用に、10号線ホーム上にフルスクリーンタイプのホームドアを有する。

### のりば
※全ての路線において案内上ののりば番号は設定されていない。
| 番線                    | 路線   | 行先                       | 備考 |
| ----------------------- | ------ | -------------------------- | ---- |
| 10号線ホーム（地下2階） |        |                            |      |
| 西方面                  | 10号線 | 四平路・虹橋駅・航中路方面 |      |
| 東方面                  | 10号線 | 新江湾城方面               |      |
| 18号線ホーム（地下3階） |        |                            |      |
| 北方面                  | 18号線 | 長江南路方面               |      |
| 南方面                  | 18号線 | 沈梅路・航頭方面           |      |

## 駅周辺
- 復旦大学付属中学

## 路線バス
55、60、61、80、118、147、307、325、405、723、817、910、937、975、大橋五線

## 隣の駅
上海地下鉄
 10号線
五角場駅 (L10/24) - 国権路駅 (L10/23) - 同済大学駅 (L10/22)
 18号線
復旦大学駅 - 国権路駅 - 撫順路駅